# Hynek Blaško
Hynek Blaško (ur. 15 lipca 1955 w Pradze) – czeski wojskowy i polityk, generał major, poseł do Parlamentu Europejskiego IX kadencji.

## Życiorys
W 1978 ukończył wyższą szkołę wojskową VVŠ PV w Vyškovie. Kształcił się później w Akademii Wojskowej w Brnie (1986) i Führungsakademie der Bundeswehr (1994). Został zawodowym wojskowym, początkowo służył w czechosłowackich, a następnie w czeskich siłach zbrojnych. W 1999 awansowany na generała brygady, a w 2006 otrzymał drugi stopień generalski (generała majora). W latach 1994–1996 był szefem sztabu brygady szybkiego reagowania (4. brigáda rychlého nasazení), następnie do 1999 dowodził tą brygadą. Później do 2004 pełnił funkcję dowódcy dywizji zmechanizowanej z siedzibą w Brnie (1. mechanizované divize). W latach 2004–2006 był przedstawicielem wojskowym Republiki Czeskiej w dowództwie SHAPE w Mons. W latach 2007–2008 był zastępcą dowódcy, a w 2009 został dowódcą połączonych sił lądowych i powietrznych (Společné síly AČR), kierując nimi do 2012.
W 2008 jego dziewięcioletni syn Jakub Šimánek został zgwałcony i zamordowany przez pedofila.
W 2012 odszedł z czynnej służby. Zaangażował się później w działalność polityczną, był kandydatem Partii Praw Obywateli do Izby Poselskiej (2017) oraz ugrupowania Wolność i Demokracja Bezpośrednia do Senatu (2018). Z ramienia tej drugiej formacji w 2019 uzyskał mandat eurodeputowanego IX kadencji. W 2022 zrezygnował z członkostwa w tym ugrupowaniu. W 2024 nie uzyskał reelekcji w wyborach europejskich. W tym samym roku bez powodzenia kandydował do Senatu z ramienia formacji Správná Volba.